# Donald Johnston
Donald Hendrik "Don" Johnston (Albany, Nova York, 30 de setembre de 1899 - Arlington, Virgínia, 4 d'agost de 1984) va ser un remer estatunidenc que va competir a començaments del segle xx.
El 1920 va prendre part en els Jocs Olímpics d'Anvers, on guanyà la medalla d'or en la competició del vuit amb timoner del programa de rem.